# Fritz Wenzlitzke
Fritz Wenzlitzke, též Fritz Wenzliczke (27. dubna 1844 Brno – 18. prosince 1889 Brno), byl rakouský a moravský právník a politik německé národnosti, v 2. polovině 19. století poslanec Říšské rady.

## Biografie
Narodil se roku 1844. Jeho otec August Wenzliczke (1814–1891) byl brněnským advokátem a politikem. Stejné profesní zaměření měl i Fritz. Studoval práva na Karlo-Ferdinandově univerzitě v Praze a na Jagellonské univerzitě v Krakově.
Působil jako poslanec Říšské rady (celostátního parlamentu Předlitavska), kam usedl ve volbách roku 1885 za kurii městskou na Moravě, obvod Moravská Třebová, Svitavy atd. V parlamentu setrval do své smrti roku 1889. Pak ho nahradil Heinrich Kaniak. Ve volebním období 1885–1891 se uvádí jako Dr. Fritz Wenzlitzke, advokát, bytem Brno.
Na Říšskou radu kandidoval jako kandidát klubu Sjednocené levice, který sdružoval několik ústavověrných politických proudů. Později přešel po rozkladu této parlamentní frakce do nacionálně radikálnějšího Německého klubu (Deutscher Club). Z něj ovšem v únoru 1887 také odešel. Působil pak v poslaneckém klubu německých nacionálů (Deutschnationale Vereinigung, též nazýván Deutschnationaler Club), který byl vyhroceně nacionalisticky orientovaný. Patřil mezi hlavní představitele německých nacionálů na Moravě.
Zemřel v prosinci 1889. V roce 1890 mu byl v Brně na ústředním hřbitově odhalen pomník.